# ألبرت زاور
ألبرت سوير (17 أغسطس 1898 ، Misdroy - 3 مايو 1945، فالكنزيه ) كان قائدًا ألمانيًا لمعسكر اعتقال ماوتهاوزن.

## حياته

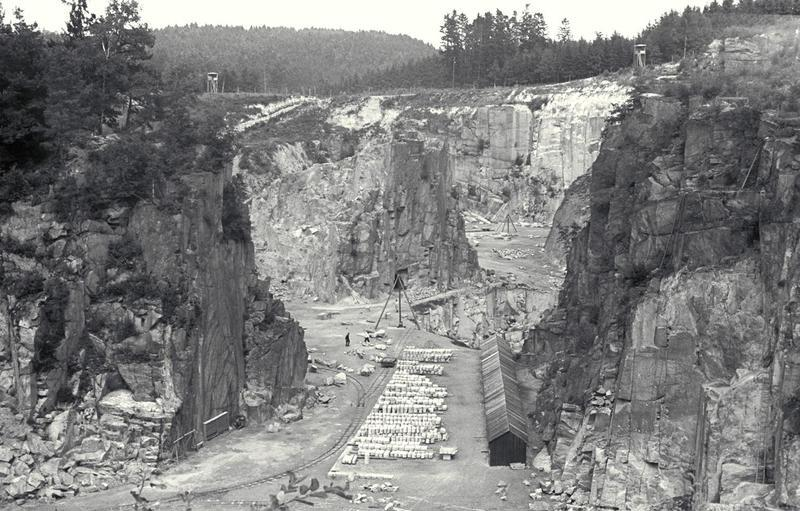
محجر " وينر جرابين " (1941/42)

أصبح سوير، عضوًا في الحزب النازي وشوتزشتافل في عام 1931. بعد فترة من البطالة، أصبح موظف في شوتزشتافل بدوام كامل. 
```
عُيَّن في وحدة حراسة SS ( 
Wachtruppe
 ) ل
معسكر اعتقال أورانينبورغ
 في أبريل 1935. من 1 أبريل 1936، أصبح قائد 
معسكر اعتقال باد سولزا
. 
[
3
]
 بين 1 أغسطس 1937 ومنتصف عام 1938، كان سوير ثاني
```

قائد معسكر وقائي في محتشد اعتقال زاكسينهاوزن وبالتالي ينتمي إلى توتنكوبف-إس إس .  بسبب الإهمال ضد سجناء معسكر الاعتقال، تم تسريح سوير من خدمة المعسكر في أبريل 1939.
في 9 فبراير 1939 ، تم استبداله كقائد للمخيم بواسطة SS- Sturmbannführer Franz Ziereis . في الفترة 1941-1942 ، كان لديه منصب رسمي في RKFDV ( Reichskommissar für die Festigung deutschen Volkstums ؛ مفوض الرايخ لتوحيد الأمة الألمانية).

## قائمة المراجع
- Eberhard Jäckel et al .: Enzyklopädie des Holocaust ، Vol. 2 تل أبيب
- ستيفان هوردلر : Die Schlussphase des Konzentrationslagers Ravensbrück ، في: Zeitschrift für Geschichtswissenschaft ، الكتاب 3 ، 2008 ، ص.   229 ، الجبهة الوطنية 34
- فولفجانج بنز ، Barbara Distel (ed. ): Der Ort des Terrors: Geschichte der nationalsozialistischen Konzentrationslager، Flossenbürg، Mauthausen، Ravensbrück ، Vol. 4 ، ميونيخ 2006 ، (ردمك 978-3406-52964-1)